# Agostino Cusani (1655-1730)
Agostino Cusani (Milano, 20 ottobre 1655 – Milano, 27 dicembre 1730) è stato un cardinale e arcivescovo cattolico italiano.

## Biografia
Agostino Cusani, membro della nobile famiglia imparentata con i Visconti di Somma, era figlio terzogenito di Ottavio Cusani e di sua moglie, Margherita Biglia. Un suo antenato omonimo era stato anch'egli cardinale sul finire del Cinquecento.
Dopo aver studiato all'Università di Pavia ove conseguì il dottorato in utroque iure, venne ordinato sacerdote il 2 agosto 1682. Dal 1685 entrò nella prelatura romana come protonotario apostolico partecipante. Divenuto commissario per la Salute durante il pontificato di Innocenzo XI, una delle sue preoccupazioni principali fu quella di evitare che la peste (già diffusasi nel Regno di Napoli) penetrasse a Roma. Divenuto relatore della Sacra Consulta per il Buon Governo durante il pontificato di Alessandro VIII, dal 5 gennaio 1694 divenne presidente della Camera Apostolica nonché chierico della medesima carica dal 20 settembre 1695.
Eletto arcivescovo titolare di Amasea il 2 aprile 1696, venne consacrato il 23 aprile di quello stesso anno nella chiesa di San Carlo al Corso a Roma per mano del cardinale Ferdinando d'Adda, assistito da Sperello Sperelli, vescovo di Terni, e da Domenico Diez de Aux, vescovo di Gerace. Nunzio apostolico a Venezia dal 26 aprile 1696, il 5 maggio venne nominato assistente al Soglio Pontificio. Dal 22 maggio 1706 fu nunzio apostolico in Francia. Il 14 ottobre 1711 fu eletto alla sede episcopale di Pavia col titolo personale di arcivescovo. Qui dovette fronteggiare un attentato compiuto contro la sua persona che mirava ad ucciderlo ma dal quale egli scampò miracolosamente.
Creato cardinale presbitero nel concistoro del 18 maggio 1712, il 30 gennaio dell'anno successivo ricevette la berretta rossa ed il titolo di Santa Maria del Popolo. Legato pontificio a Bologna dal 16 aprile 1714, prese parte nel 1721 al conclave che elesse papa Innocenzo XIII e nuovamente a quello del 1724 che elesse papa Benedetto XIII. Dimessosi dal governo pastorale della diocesi di Pavia il 12 luglio 1724, decise di ritirarsi nella casa paterna a Milano ove iniziò dei lavori di ristrutturazione del complesso affidandoli a Giovanni Ruggeri ed al Piermarini.
L'ultimo suo atto pubblico fu la sua partecipazione al conclave che nel 1730 elesse papa Clemente XII. Morì il 27 dicembre 1730 presso Palazzo Cusani a Milano. La sua salma venne esposta alla pubblica venerazione e poi sepolta nella chiesa dei monaci di Santa Prassede a Milano, nel mausoleo della sua famiglia.

## Genealogia episcopale e successione apostolica
La genealogia episcopale è:
- Arcivescovo Dominic Maguire, O.P.
- Cardinale Ferdinando d'Adda
- Cardinale Agostino Cusani

La successione apostolica è:
- Vescovo Georg Xaver Marotti (1713)